# Pelee (wyspa)
Pelee (ang. Pelee Island) – kanadyjska wyspa na jeziorze Erie, w południowej części prowincji Ontario. Leży w pobliżu granicy Kanady ze stanem Ohio, kilka mil na południe od Parku Narodowego Point Pelee. Początkowo została wydzierżawiona od Indian przez Thomasa McKee w 1788 roku, a w 1823 roku nabył ją William McCormick. Uprawa winorośli była tam praktykowana do 1855 roku, kiedy to John Scudder osuszył bagna, aby uprawiać warzywa i tytoń. Później główną uprawą stała się soja. Middle Island, niewielka skalista wysepka położona u południowego wybrzeża wyspy, jest najdalej wysuniętym na południe punktem Kanady. Nazwa wyspy pochodzi od francuskiego słowa „pelée”, oznaczającego „łysa” lub „goła”.